# The Train Wreckers (film 1925)
The Train Wreckers è un film muto del 1925 diretto da J.P. McGowan.

## Produzione
Il film fu prodotto dalla Morris R. Schlank Productions.

## Distribuzione
Distribuito dalla Anchor Film Distributors, il film venne presentato a New York il 1º dicembre 1925.